# Branch Warren
Branch Warren (Tyler (Texas), Estados Unidos, 28 de febrero de 1975) es fisicoculturista estadounidense.

## Trayectoria
Ganó el certamen del Arnold Classic en dos ediciones consecutivas: 2011 y 2012. Participó en varios certámenes del Mister Olympia. Su mejor primera incursión en el evento fue en 2005 donde terminó en octava posición. Su mejor registro fue en 2009, cuando disputó la final contra Jay Cutler. Perdió contra Cutler quien obtuvo 15 puntos y Warren quedó con 46.
Branch Warren está casado con una atleta miembro de la Federación Internacional de Fisicoculturismo (IFBB), Trish Warren. Branch es propietario de un gimnasio y empresario. Entrena en el MetroFlex Gym de Arlington Texas con el también IFBB Pro Johnnie Jackson y está patrocinado por la empresa de suplementos Muscletech.

## Historial de competiciones
- 1992 AAU Teenage Mr. America, Short and Overall - 1
- 1993 NPC Teenage Nationals, Lightheavyweight and Overall - 1
- 2001 NPC Nationals, Heavyweight - 1
- 2005 Charlotte Pro - 1
- 2005 Europa Supershow - 1
- 2005 Mister Olympia - 8
- 2006 Mister Olympia - 12
- 2007 New York Pro - 1
- 2009 Mister Olympia - 2
- 2010 Mister Olympia - 3
- 2011 Arnold Classic - 1
- 2011 British Grand Prx - 1
- 2012 Arnold Classic - 1
- 2012 Australian Grand Prix - 1
- 2012 Mister Olympia - 5
- 2013 Mister Olympia - 9
- 2014 Dallas Europa - 1
- 2014 Australian Pro - 4
- 2014 Mister Olympia - 6
- 2015 Arnold Classic - 2
- 2015 Arnold classic Australia - 2
- 2015 Europa Atlantic City Pro - 1
- 2015 Mister Olympia - 6